# Criptobiose
Criptobiose é um estado metabólico reversível no qual um organismo praticamente suspende suas funções vitais para sobreviver a condições ambientais extremas, como a falta de água, temperaturas muito baixas ou elevadas, ausência de oxigênio, entre outras. Essa adaptação permite que alguns organismos resistam por longos períodos até que o ambiente se torne novamente favorável.

## Anidrobiose
Anidrobiose é a suspensão temporária das atividades vitais que possibilita a um organismo (animal ou vegetal) suportar uma longa desidratação. São seres vivos que conseguem sobreviver quase sem água, como sementes de vegetais superiores, esporos de bactérias.

## Organismos que apresentam criptobiose
- Tardígrados (ursos-d’água): Microscópicos, suportam radiação, vácuo espacial e desidratação.

- Rotíferos: Pequenos animais aquáticos que também entram em criptobiose para sobreviver à seca.

- Nematódeos: Alguns podem entrar em estados de criptobiose em condições adversas.

- Sementes e esporos de plantas e fungos:

 Podem apresentar fenômenos relacionados.

## Mecanismos biológicos e químicos da criptobiose
- Produção de moléculas estabilizadoras, como trealose, que protegem estruturas celulares.

- Alterações na estrutura da membrana celular para evitar danos.

- Suspensão do metabolismo energético.

## Aplicações e importância
o estudo da criptobiose é útil para:
- Astrobiologia : Estudo da possibilidade de vida em ambientes extremos fora da Terra.

- Biotecnologia: Conservação de células, tecidos e organismos.

- Medicina: Potenciais usos em preservação de órgãos para transplante.

- Conservação ambiental: Ajuda a entender como espécies sobrevivem a desastres naturais.

## Exemplos Notáveis e Estudos Científicos
1.  Tardígrados no Espaço (Missão FOTON-M3, 2007)  
- Resumo:  Em 2007, pesquisadores europeus enviaram tardígrados ao espaço na missão FOTON-M3 da ESA. Eles sobreviveram à exposição ao vácuo e à radiação espacial.

- Conclusão:  Tardígrados foram os primeiros animais conhecidos a sobreviver no espaço em criptobiose.

2.  Sementes em criptobiose (Banco de Svalbard)  
- Resumo:  O Svalbard Global Seed Vault conserva sementes em temperaturas extremamente baixas para colocá-las em estado de criptobiose, prolongando sua viabilidade por décadas ou séculos.

- Importância:  É um exemplo de uso humano planejado de criptobiose em biotecnologia agrícola.

3.  Nematódeos revividos após 46.000 anos  
- Resumo:  Em 2023, cientistas russos e alemães reviveram nematódeos encontrados no permafrost da Sibéria com cerca de 46.000 anos.

- Conclusão: Demonstrou a capacidade de criptobiose por escalas de tempo geológicas.